# Pterygellus armeniacus
Pterygellus armeniacus é uma espécie de fungo pertencente à família Cantharellaceae.